# 鷹森山
鷹森山（たかもりやま）は、青森県青森市大字鶴ケ坂字早稲田39番地にある山である。

## 概要
標高は162mである。
当山の西斜面は青森県自然環境保全条例に基づく開発規制地域に指定されている。
山内には青森県道247号鶴ケ坂千刈線から分岐し山頂に至る約3.4kmの道路が敷設されている。

## 放送送信設備
当山山頂にはNHK青森放送局によるFM放送の送信所（親局）が置かれているほか、2011年7月24日までは同局と青森放送（RAB）のアナログテレビ放送の親局も置かれていた。なお、近くには東北自動車道が通っており、送信所鉄塔を間近に見ることができる。このほか、前述の山頂に至る道路の途上にある女蛇山には青森放送のラジオ送信所である青森送信所（1233kHz） が置かれている。
なお、NHKの他の当県域向け放送および当県で県域放送を行う民放各局の親局は、五所川原市の馬ノ神山に置かれており、NHKを含む各社による共同施設を設置している。

### FMラジオ放送送信設備
| 周波数  | 放送局名       | コールサイン | 空中線電力 | ERP  | 放送対象地域 | 放送区域 内世帯数 | 放送開始日                   |
| ------- | -------------- | ------------ | ---------- | ---- | ------------ | ----------------- | ---------------------------- |
| 86.0MHz | NHK 青森FM放送 | JOTG-FM      | 3kW        | 20kW | 青森県       | 不明              | 1964年 （昭和39年） 12月24日 |

- エフエム青森（AFB）は馬ノ神山に親局を置いている。

### かつて設置されていた設備

#### 地上アナログテレビジョン放送送信設備
| チャンネル | 放送局名           | コール サイン | 空中線電力          | ERP                 | 放送対象地域 | 放送区域 内世帯数 | 放送開始日                  | 放送終了日                  |
| ---------- | ------------------ | ------------- | ------------------- | ------------------- | ------------ | ----------------- | --------------------------- | --------------------------- |
| 1ch        | RAB 青森放送       | JOGR-TV       | 映像5kW/ 音声1.25kW | 映像40kW/ 音声9.9kW | 青森県       | 約6万世帯         | 1959年 （昭和34年） 10月1日 | 2011年 （平成23年） 7月24日 |
| 3ch        | NHK 青森総合テレビ | JOTG-TV       | 映像5kW/ 音声1.25kW | 映像41kW/ 音声10kW  | 青森県       | 約6万世帯         | 1959年 （昭和34年） 3月22日 | 2011年 （平成23年） 7月24日 |
| 5ch        | NHK 青森教育テレビ | JOTC-TV       | 映像5kW/ 音声1.25kW | 映像52kW/ 音声13kW  | 全国放送     | 約6万世帯         | 1961年 （昭和36年） 10月7日 | 2011年 （平成23年） 7月24日 |

- 青森テレビ（ATV）および青森朝日放送（ABA）は、アナログ放送についても馬ノ神山に親局を置いていた。
- RABの施設はアナログテレビ放送の停波後も存置されており、遠方の中継局への伝送中継用局として引き続き運用されている。なお、同局のアナログ放送の送信設備については2012年9月までに撤去された[要出典]。 ※伝送中継用局については、青森放送#ラジオ周波数の「RAB青森放送放送波伝送中継用局」を参照。